# John Knox
John Knox (Haddington, 1513 – Edimburgo, 24 novembre 1572) è stato un teologo scozzese, riformatore della Chiesa scozzese.
È particolarmente conosciuto per essere il redattore della liturgia riformata: Book of Common Order. Fu collaboratore di Giovanni Calvino e organizzò la Chiesa presbiteriana scozzese.

## Biografia
Formato all'Università di Glasgow nel 1529, studiò teologia al Collegio S. Salvatore (1531-1535). Fu ordinato sacerdote nel 1536. Knox iniziò la sua carriera come notaio e poi come precettore nel 1544. Fu testimone dei primi movimenti di riforma che sopravvennero dopo la morte di Giacomo V (1542) e, segnato dall'autorizzazione alla lettura della Bibbia in lingua volgare, si convertì poco dopo alle idee della Riforma protestante e divenne pastore a Saint Andrews (cittadina situata a circa 100 km a nord di Edimburgo).
Fu catturato nel 1547 da forze armate cattoliche e portato fino in Francia, dove rimase prigioniero (1547-1549). Dopo la sua liberazione raggiunse l'Inghilterra (1549) e cominciò il ministero di predicatore a Berwick-upon-Tweed, dove incontrò la sua futura moglie Marjory Bowes. Divenne cappellano di Edoardo VI nel 1551 e partecipò alla revisione del Book of Common Prayer.
Alla salita al trono della regina cattolica Maria Tudor fuggì dall'Inghilterra, raggiunse la Francia (gennaio 1554), e si recò a Ginevra, dove incontrò Giovanni Calvino, e poi Francoforte sul Meno (novembre 1554-marzo 1555). Ritornò poi in Scozia, per ritornare a Ginevra nel 1556, dove divenne pastore della chiesa riformata di lingua inglese, dotandola di una liturgia (1556), tradotta essenzialmente da quella prodotta dallo stesso Calvino: diventerà la liturgia ufficiale in Scozia.
Nel 1558 scrisse Il primo squillo di tromba contro il mostruoso governo delle donne (The First Blast of the Trumpet Against the Monstruous Regiment of Women).
Di ritorno in Scozia il 2 maggio 1559, vi introdusse la Riforma calvinista predicando aspri sermoni ad Edimburgo e a Saint Andrews. Qui intraprese la redazione della sua opera "La storia della riforma della religione nel regno di Scozia". La morte al 10 giugno 1560 di Maria di Guisa, madre della regina e reggente dal 1554, permise al Parlamento di riunirsi per abolire la giurisdizione papale e di adottare la Confessione di fede scozzese (agosto 1560), stilata da una commissione di 6 teologi, che portò alla sostituzione del Cattolicesimo con il Calvinismo come religione di Stato. Il 27 gennaio 1561 l'assemblea della Chiesa scozzese adottò il "Libro di disciplina" di John Knox, eccetto alcuni punti.
Alla morte di suo marito (il re di Francia Francesco II), il 14 agosto 1561 Maria Stuarda ritornò in Scozia, lasciando definitivamente la Francia. Benché tollerante con i Lord protestanti, non ratificò il Trattato di Edimburgo dell'anno precedente. Non riuscì così ad imporre la sua autorità e la Francia, alle prese con le guerre di religione, non la poté sostenere. Mentre, con i suoi sermoni Knox si oppose ancora più duramente alla regina ed al suo modo di vivere a corte, contribuendo alla sua deposizione nel 1567. Esercitò poi un'influenza considerevole sul governo dell'infante Giacomo VI di Scozia (futuro re Giacomo I di Inghilterra), ma morì prima dell'instaurazione definitiva della Chiesa presbiteriana in Scozia.
Predicatore energico e dottrinalmente rigido, Knox compose numerosi trattati. Nei suoi scritti sulle responsabilità religiose del potere civile andò molto oltre alla dottrina passivista di Giovanni Calvino, secondo la quale il fedele non deve resistere ad un sovrano, anche se iniquo. Knox sviluppò per la prima volta l'idea che le autorità subalterne (nobili, magistrati) avessero il diritto ed il dovere di resistere all'autorità, come Maria Stuarda nel suo caso, che cercasse di imporre ai suoi sudditi un cristianesimo non fedele al suo ideale mandato biblico.